# Holorusia flava
Holorusia flava är en tvåvingeart. Holorusia flava ingår i släktet Holorusia och familjen storharkrankar.

## Underarter
Arten delas in i följande underarter:
- H. f. flava
- H. f. melanopa